# Gedekte Gemeenschapsweg
De Gedekte Gemeenschapweg is een onderdeel van de Nieuwe Hollandse Waterlinie en gebouwd tussen 1872 en 1879. 
De weg ligt tussen de Lunet aan de Snel en het Werk aan de Korte Uitweg in Tull en 't Waal en maakt deel uit van de Stelling van Honswijk. Het is de enige gave overgebleven gedekte weg van de Nieuwe Hollandse Waterlinie.
Het geheel bestaat uit een beschut liggende weg met parallel eraan een aarden wal over een lengte van 850 meter. Aan de andere zijde van de aarden wal loopt het inundatiekanaal. Dankzij de wal konden troepen zich in oorlogstijd veilig verplaatsen tussen Fort Honswijk, Lunet aan de Snel en het Werk aan de Korte Uitweg.
In de aarden wal werden betonnen groepsschuilplaatsen ingericht. Vanaf 1915 zelfs van gewapend beton. In het zuidelijke deel van de verdedigingslinie waren vier hogere delen gemaakt. Hier stonden ooit 12 kanonnen opgesteld die het Lunet aan de Snel in de flank verdedigde.

## Renovatie
Na de Tweede Wereldoorlog raakte de Gedekte Gemeenschapweg in verval. In 2008 is de aarden wal in oorspronkelijke staat hersteld. Voor deze reconstructie is 16000 m³ grond toegevoegd. Ook is er een 2,5 meter brede gang gemaakt in de wal, om de breedte te kunnen ervaren. In 2009 is de weg door minister Gerda Verburg geopend.